# Carlo Bellerio
Carlo Bellerio (Milano, 28 gennaio 1800 – Locarno, 28 gennaio 1886) è stato un patriota italiano.

## Biografia
Figlio del barone Andrea Bellerio, magistrato del "Regno Italico" e di Maria Sopranzi, fratello di Giuditta Bellerio Sidoli.
Per sfuggire agli arresti ordinati dal Duca di Modena e Reggio, Francesco IV d'Austria-Este, in seguito ai moti del 1821 che avrebbero portato al processo di Rubiera, andò esule in Germania, Francia ed Inghilterra per poi stabilirsi definitivamente dopo il 1848 in Svizzera.
Stabilitosi dapprima a Zurigo e dal 1852 a Locarno, insegnò lingue al ginnasio e negli ultimi anni si dedicò a traduzioni letterarie e studi filologici.
Morì il giorno del suo 86º compleanno.